# Тульська наступальна операція
Тульська наступальна операція — проводилася протягом 6-16 грудня 1941 року силами лівого крила Західного фронту та є частиною Московської стратегічної наступальної операції.

## Загальні дані та передумови
Протягом жовтня-грудня 1941 року Тула знаходилася в напівоточенні за постійного артилерійського та мінометного обстрілу, авіанальотів та танкових і піхотних атак. Утримання Тули було одним із факторів, який вплинув на перебіг боїв під Москвою, відтягнувши сюди чималу кількість нацистських військ.
5 грудня 2-га німецька танкова армія, частини якої були розкидані на 350-кілометровому фронті, переходить до оборони. Виснаживши можливості до наступу, німецькі сили відходять з небезпечного виступу, що утворився на північний схід від Тули, на рубіж залізниця Тула-Вузлова — річка Дон. Біля Веньова знаходилися 3-тя та 4-та танкові дивізії 24-го мотокорпусу під керівництвом генерала Лео Гайр фон Швепенбурга та 17-та танкова дивізія 47-го моторизованого корпусу генерала Йоахіма Лемельзена. Німецькі фланги зі сходу прикривали дві піхотні, дві моторизовані та 17-та танкова дивізії.
10-та радянська армія на початок наступу знаходилася в некомплектному стані; для поставленого завдання — оточення німецьких частин — не вистачало моторизованих, танкових та кавалерійських частин. В її складі були малочисельні 57-ма полковника І. І. Мурова та 75-та полковника В. О. Конинського кавалерійські дивізії, які в ході операції використовувалися як прикриття на зчленуванні з радянськими частинами на лівому боці фронту. Основу армії склали 7 стрілецьких дивізій, які формувалися на території Московського військового округу — 330-та, 322-га стрілецька полковника П. І. Філімонова, 328-ма полковника П. А. Єреміна, 324-та генерал-майора Н. І. Кирюхіна, 326-та полковника В. С. Андреєва та додатково введені 323-тя полковника І. О. Гарцева й 325-та полковника М. Б. Ібянського, сформовані в Орловському військовому окрузі. Сюди ж направлялися щойно вийшлі з оточення 239-та стрілецька та 41-ша кавалерійська дивізії.
49-та радянська армія перед початком операції поповнилася 19-ю, 26-ю, 30-ю та 34-ю стрілецькими бригадами. В її підпорядкування перейшла 133-тя стрілецька дивізія із складу 1-ї ударної армії.
1-й гвардійський корпус, що мав діяти в складі 10-ї армії, через відсутність достатньої кількості транспортних засобів не був перекинутий і наступати почав зі своїх старих оборонних рубежів. Для прориву до призначеного місця кавкорпусу довелося пробиватися через відступаюче від Веньова ударне угрупування армії Гудеріана.
Загалом сили лівого флангу Західного фронту мали деяку перевагу над нацистськими в кількості особового складу — загалом нараховувалося до 100 тисяч військових, але — в радянських джерелах наводиться співвідношення в артилерії 1 : 1,5, по танках — в 3 рази менше. Разом в наступі брало участь 16 стрілецьких, 6 кавалерійських дивізій та близько 100 танків. Рубіж оборони перед наступом проходив по лінії від Тули на Мордвес — Срібні Ставки — Михайлов — Чернава.

## Початок наступу
6 грудня після підходу підкріплень радянські війська під Тулою переходять в наступ із завданням розбити нацистські сили на цьому напрямі та зірвати можливість обходу Москви з півдня. 10-та армія мала напрямок наступу по лінії Рязань — Михайлов — Сталіногорськ. Тут оборону тримала німецька 10-та моторизована дивізія, її фронт оборони сягав 100 кілометрів.

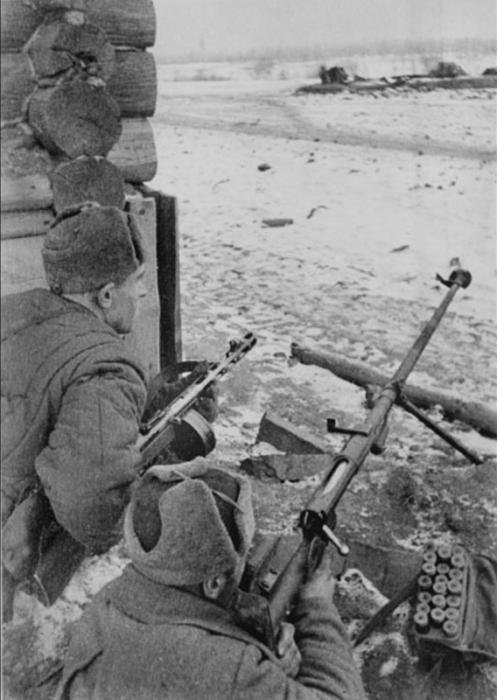
Бійці Тульського робітничого полку в засаді

Вночі з 5 на 6 грудня біля Алексина частини 238-ї стрілецької дивізії зайняли населені пункти Савіно, Казначеєво та Морген Рот, наступного дня ця частина вела там обороні бої.
330-та стрілецька дивізія полковника Г. Д. Соколова 10-ї армії П. І. Голикова наступає на Михайлов, після нічного бою на ранок місто було зайняте. Того ж дня зайняте місто Срібні Ставки, частини 10-ї армії вийшли до станції Гагарін.
112-та танкова та 340-ва танкові дивізії із 510-м полком 154-ї стрілецької дивізії наступали від райцентру Лаптєве на німецьке угрупування, котре вийшло в район Крюково — Руднєво — Кострово — Тісницьке та перерізало автомобільну і залізничну дороги Тула — Москва.
8 грудня переходять в наступ всі частини 50-ї радянської армії з лінії Площанка — Федоровка — Михалково — Ново-Тульський — Колодезна, 1-й кавкорпус тримав оборону Студенець — Ісаково — Причаль. Праве крило Південно-Західного фронту наступало поблизу Єльця. 258-ма стрілецька дивізія за 2 дні боїв з 296-ю німецькою піхотною дивізією знищили понад 500 вояків противника. 219-та стрілецька дивізія в нічному бою зайняла Нижнє Єлькіно і Пірово.
Армія Гудеріана відходить в загальному напрямку на Вузлову, Богородицьк, далі на Сухиничі.
Протягом 8-10 грудня радянська 10-та армія в постійних боях відкинула нацистські сили вглибину до 70 кілометрів та підходить до Дону. 50-та армія до кінця 10 грудня прорвалася вглиб німецьких оборонних ліній на 4-16 кілометрів, де їй протистояв добре підготований до оборони німецький 24-й моторизований корпус. Через потужний опір 50-та армія не справилася із поставленим завданням — перерізати шляхи відходу частин 2-ї танкової армії Гудеріана з району Веньов — Михайлов. 10-та армія Голикова наступає на Сталіногорськ, перерізала залізницю Кашира — Павелець.
9 грудня 1-й гвардійський кавалерійський корпус П. О. Белова спільними діями з 9-ю танковою бригадою займає Веньов, до ночі 10 грудня його передові частини були на підступах до Сталіногорська. Разом з тим темпи наступу радянських військ виявилися недостатніми для оточення нацистських військ, відступаючих з-під Веньова та Тули. До цього долучилися і погані розвідувальні дані, зокрема, 328-ма стрілецька дивізія весь день намагалася вибити німців з села Гремяче, та тільки увечері обійшли село з півночі та півдня, після чого опір був придушений. 258-ма стрілецька дивізія вела бої за Площанку і Помогалово. 290-та стрілецька дивізія вела цілоденні вуличні бої в Ямнах.
За 3 дні боїв 49-та армія пройшла вглиб німецьких укріплень на 10-20 кілометрів, зайняла Алексин, захопила плацдарми на лівому березі Оки, північніше Таруси та біля Алексина. На кінець 10 грудня армія займала фронт Альошня — Коптєво — Татьєво — Прудноє — Петеліно — Тепле.
50-та армія Болдіна наступала в районі Щокіно і тут зустрілася з найбільш запеклим опором — німецьке командування не бажало допустити проходження радянських військ на шосе Тула — Орел та запобігти можливому оточенню.
10 грудня 2-га гвардійська кавдивізія вела бої за Сталіногорськ, головні сили корпусу вийшли до Урусово — Пожилки. Невдалий штурм 10-ю армією Західного фронту на Богородицьк, 50-ю — на Щокіно, німецький 2-й танковий корпус зумів відвести сили з «мішка» східніше Тули. Частини 10-ї армії вийшли до Дона північніше Сталіногорська та на підступи до міста Єпіфань. З"єднання 50-ї армії досягли річки Упи південніше Тули.
11 грудня 50-та армія розбила північно-східніше Тули 2 танкові дивізії і полк СС, охоплює німецьку 296-ту піхотну дивізію. 1-й гвардійський кавкорпус переслідує німців, займає Веньов та Солнєчногорськ. 10-та армія, відкинувши 2 мотопіхотні дивізії, зайняли Михайлов і Єпіфань.
Протягом 11-12 грудня йшли напружені бої 10-ї радянської армії з німецькими силами за Єпіфань і Сталіногорськ; кавалерійський полк та 9-та танкова бригада пробивалися по льоду, кілька танків і батарея мінометів потонули. Німецька 2-га танкова армія із запеклими боями відходить до річки Упа. 11 грудня 258-ма дивізія в боях з німецькою дивізією зайняла Мерлиновку та Лошачьє, 328-ма дивізія вела цілоденний бій на березі Дону, 41-ша кавалерійська дивізія, зазнавши значних втрат на березі Сталіногорського водосховища, змушена відступати.
12 грудня передові частини 258-ї дивізії виходять до Воскресенського, перетявши Одоєвське шосе. 290-та стрілецька дивізія в боях з німецькою 296-ю піхотною дивізією на кінець дня виходить по села Інтюшево — П'ятницьке, за які ще добу точилися бої; 217-та дивізія вела позиційні бої за Косу Гору. Після зайняття Сталіногорська кавалерійська група Бєлова рухається на позиції німецьких 17-ї танковох, 167-ї піхотної та частини 29- моторизованої дивізії; для затрими наступу нацисти підірвали греблю на річці Шать. Під ніч 328-ма дивізія змогла форсувати Дон, просунулася і 330-та дивізія.
13 грудня радянські сили з боями зайняли Угрюми, Ясну Поляну, Овсянниково. Того ж дня кавалерійський корпус подолав німецький опір на річці Шать та зайняв Пашково, передові частини зав'язали бої за Узловую, 324-та дивізія з боєм зайняли Люторичі і продовжувала рухатися вперед; 323-тя дивізія вибила нацистів з Єпіфані.
Того дня 2-га танкова армія Гудеріана відійшла за річку Плава. Гудеріан зазначав, що втрати у ці дні від обморожень більші, чим в бою.
61-ша армія Південно-Західного фронту до ночі 13 грудня вийшла до околиць Єфремова.
Діяв і тульський бронепоїзд число 16, він брав участь у боях за станцію Ревякіно.
При початку відступу німецьких військ партизанські загони починають мінувати шляхи їх відступу, одна з штабних машин таким чином підірвалася в Руднєво.

## Завершення операції
До 14 грудня в загальний наступ приєдналися частини лівого крила 49-ї армії генерала І. Г. Захаркіна. Того дня 238-ма стрілецька дивізія зайняла Бунирєво і Погіблово та вела бій за Горяново, до кінця дня радянські сили з Бунирєво і Погіблово з боєм відходять. 173-тя стрілецька дивізія зайняла Проніно і наступала на Єсипово, 340-ва дивізія вела бої за Глєбово і Скороварово. Біля Ботні бої йшли із застосуванням вогнеметів. 154-та стрілецька дивізія зайняла Крутоє, Вечірню Зорю, Сергієвське, 413-та дивізія — Подосинки, Замятіно, Крутоє, важкі бої йшли на річці Шать. 2 гвардійська кавдивізія зайняла Вузлову та переслідує відступаючі німецькі сили в захдному напрямі. Увечері того дня 328-ма та 330-та стрілецькі дивізії перетнули залізницю Узловая — Богородицьк біля Бібіково.
324-та дивізія вела бої на підступах до Богородицька та вранці 15 грудня зайняла його.
1-й кавкорпус та 10-та армія зламали німецький опір на річках Шать і Дон, вийшли на лінію Дєділово — станція Вузлова — Богородицьк.
Станом на 15 грудня — по показах полонених — в «Великій Німеччині» з 6000 вояків залишалося 2000.
До кінця 15 грудня 173-тя стрілецька дивізія зайняла Спас-Коніно та продовжила наступальні бої, 340-ва стрілецька зайняла Поповку та теж продовжила наступ. 1-ша кавалерійська дивізія вибила нацистів з Дєділова, 322-га стрілецька дивізія з боєм наступає на Плеханово.
16 грудня радянські частини почали загальний наступ, особливо запеклі бої точилися біля Кузьмищева і Білолипок. 5-та гвардійська та 60-та стрілецька дивізії вели цілоденний бій в лісовому масиві. 194-та стрілецька зайняла 3 села та вела бій за укріплений пункт в Троїцькому. 133-тя стрілецька дивізія та 19-та і 26-та стрілецькі бригади вели бої на Оці по лінії Салтиково — Таруса. 258-ма стрілецька дивізія, подолавши німецький опір на річці Упа, вийшла на 10 кілометрів східніше Павшина; зустрівши сильний опір, розвинути наступ не змогла. Цілоденний бій на березі Упи вела кавалерійська група.
Німецькі частини з південного берега річки Протви відходять з боями в район Високиничі.
17 грудня частини 50-ї армії зуміли відбити у німців Щокіно; однак німецькі частини до цього часу встигли відійти з районів північно-східніше Щокіна — Вузлової — Ломовки на південний захід. 238-ма стрілецька дивізія займає Алексин; 154-та дивізія вела бої з противником чисельністю до двох батальйонів та з 15 танками, що укріпився в районі Косов — Щокіно. 321-ша стрілецька дивізія подолала Упу, а передові частини 323-ї досягли Ржаво — в бою за село загинуло 120 радянських вояків.
Цілий день 18 грудня кавалерійська група генерала Мішуліна вела бій біля райцентру Тепле, намагаючись оточити нацистську групу.

Кулеметник прикриває наступ радянської піхоти під Тулою

Протягом 10 днів наступу частини 50-ї армії зуміли у важких боях просунутися на 25-30 кілометрів, 18 грудня армія призупинила наступ через великі втрати особового складу.
19 грудня 194-та стрілецька дивізія подолала оборону нацистів в Троїцькому, того ж дня зайнята Таруса; 173-тя та 340-ва стрілецькі дивізії пробилися на західний берег Оки; 323-тя дивізія оволоділа Плавськом.
У результаті проведення операції була відведена можливість нацистського наступу на Москву з півдня; загалом німецькі війська відійшли в західному напрямі до 130 кілометрів. Частини 2-ї німецької танкової армії виривалися під загрозою оточення, лишаючи бойову техніку.

## Загальні дані по операції
В пізніших аналітичних зведеннях радянські виконавчі органи звітували, що в 25 окупованих районах Тульської області було знищено понад 19000 колгоспних дворів, повністю спалено 316 сіл, майже цілком зруйновано міста Богородицьк, Веньов, Єпіфань та Чернь, зруйновано до 300 приміщень шкіл; багато мирних жителів було розстріляно.